# Szabó Mihály (református lelkész)
Szabó Mihály (Budapest, 1933. július 13. – Budapest, 2011. február 13.) magyar református lelkész.

## Fiatalkora, tanulmányai
Édesapja dr. Szabó Mihály jogász, a Pasaréti Református Egyházközség templomépítő főgondnoka, a Vértesaljai Református Egyházmegye jogtanácsosa.
Édesanyja Benkő Erzsébet, apai ágon több száz évre visszatekintő, neves, erdélyi, református papdinasztia utóda. Ükapja, a templomépítő Benkő János lelkész vezetésével épült fel 1856-ban Sepsimálnáson a falu máig ékül szolgáló református temploma. Felmenői között több, nemzetközi hírnévre szert tett, tudós lelkész volt, így Benkő József nyelvész, történész, botanikus, és Benkő Ferenc minerológus.
Szabó Mihály gyermekkorát Budapesten, a Zugligetben töltötte, majd a második világháborút követően Pasarétre költöztek. A Lónyay Utcai Református Gimnáziumban tanult, itt érettségizett 1951-ben. A Budapesti Református Teológiai Akadémián folytatta tanulmányait. A teológia mellett atyai jó barátja, Joó Sándor lelkipásztor irányításával ifjúsági munkát végzett a pasaréti gyülekezetben.
Az 1956-os forradalom október 23-i kitörésekor Szabó volt a teológia seniora, a hallgatók által választott képviselője. Teológustársaival közösen csatlakoztak a műegyetemisták tüntetési menetéhez.
Szabó a teológián 1957-ben szerezte meg diplomáját. Ugyanebben az évben házasságot kötött Pinczés Klára tanárnővel.
A kor két legnevesebb református lelkésze,  Joó Sándor és Gyökössy Endre eskette őket össze.

## Életpálya

### Jászberény
A diploma megszerzése után, 1957-ben Jászberényben lett segédlelkész. Itt született meg első két gyermekük.
1958-ban az Állami Egyházügyi Hivatal (ÁEH) meghirdette a „klerikális reakció” elleni harcot, ennek jegyében a budapesti református teológián végzett, a forradalmi eseményekben érintett fiatal lelkészeket száműzték a fővárosból. Szabót Jászberényből Baranyába helyezték, ugyanúgy mint több, korábbi budapesti teológus társát, így Hegedűs Lorántot, Bóka Andrást vagy Czanik Pétert, hogy aztán évtizedekig, vagy akár végleg biztonságos távolságra tudják őket Budapesttől az ország távoli, legdélibb, hátrányos helyzetű részén.

### Baranyai kis falvak
1961. július 2-án iktatták be az alig  700 lelkes zsákfalu, Belvárdgyula 200 fős református gyülekezetének lelkészévé Szabó Mihályt. Belvárdgyulához öt szórványgyülekezet tartozott, melyeket az első időkben földutakon, kerékpárján tudott csak megközelíteni. Idővel újabb, egyre nagyobb szórványgyülekezeteket csatoltak hozzá. 1970 januárjától már Babarc és Bóly, valamint azok szórványai is hozzá tartoztak, így már 10 településen végezte szolgálatát. Ehhez a komfort nélküli belvárdgyulai paplak „biztosította” a hátteret, ahol két újabb gyermekük megszületését követően már hat főre gyarapodott családjuk. Felesége vasárnaponként rendszeresen elkísérte a szórványistentiszteletekre.
1970 júliusában meghalt Joó Sándor, aki végrendeletében utódjául, a pasaréti gyülekezet lelkipásztorává Szabó Mihályt jelölte. Az Állami Egyházügyi Hivatal ugyanakkor nem változtatott 1958-as, „klerikális reakció” elleni stratégiáján, így ignorálta a végrendeletet; Szabó majd 10 év múltán sem mehetett vissza Baranyából Budapestre.

### Mohács
A legkisebb lányuk, ötödik gyermekük, Mónika születését követő évben, 1976-ban, 15 év elteltével kapott Szabó először esélyt Belvárdgyula elhagyására.
Az Állami Egyházügyi Hivatal jóváhagyása nélkül változatlanul nem történhetett semmi érdemleges az egyházakban, az ÁEH viszont hosszú várakozási idő múltán is csak vonakodva adta meg Szabónak az engedélyt. Egyházi felettese bizalmasan értésére adta, hogy azért lassú a döntés, mert „fenn” nem tartják „jó kádernak”, túl odaadóan és hatásosan dolgozik a hitélet megújításán; egyébként pedig a feleségéről tudják, hogy „bethánista” (ez utóbbi hazugság volt). Végül mégis megkapták az engedélyt a mohácsi szolgálathoz, ahol  egy romos paplak várta őket vizes falakkal. A helyi gyülekezet adományokból és külföldi támogatások segítségével, Szabó vezetésével, alig fél év alatt lakhatóvá tette a parókiát.
A lelkész nélkül maradt, Moháccsal és Jugoszláviával határos falu, Kölked gyülekezetét is a mohácsihoz csatolták. Szabó emellett szórványgyülekezetekből Belvárdgyula után itt sem szenvedett hiányt: Hímesháza, Nagynyárád, Majs, Lánycsók, Székelyszabar, Szűr, Palotabozsok, Véménd, Homorúd és Sátorhely egyaránt hozzátartozott. Szolgálata ellátásában változatlanul segítette felesége, aki ekkorra tanári diplomája mellé lelkészit is szerzett.
Szabó elkötelezett híve volt az ökumenének, Mohácson is kiváló kapcsolatokat ápolt a többi felekezet lelkészeivel, akikkel rendszeresen szerveztek közös, egyetemes imahetet. Szoros kapcsolatot tartott fenn az anyaországon túli magyarsággal, kiváltképpen Kárpátalján és Erdélyben, ahol rendszeresen megfordult, és számos magyar református gyülekezetben szolgált. 1991-től, a délszláv háború kitörését követően komoly szerepet játszott a délvidéki magyar és nem magyar menekültek befogadásának és ellátásának megszervezésében Mohácson és környékén, így Kölkeden is.

### Kölked
Szabó, aki barátaival már korábban is szervezett hivatalosan nem engedélyezett, keresztyén gyermek- és ifjúsági konferenciákat, az üressé vált,  hozzácsatolt kölkedi parókiában meglátta egy állandó református konferencia-helyszín kialakításának lehetőségét. Egy ilyen vallási komplexumot azonban már csak komoly megtorlás fenyegetettsége mellett  lehetett volna illegálisan elindítani, ezért elképzelésével megkereste püspökét, Tóth Károlyt. A püspök világossá tette előtte, hogy az ÁEH miatt hivatalosan nem adhat neki engedélyt, de Gentlemen's Agreementet kínált, miszerint ígéri, ha Szabó megvalósítja elképzelését, megvédi őt az esetleges későbbi retorzióktól. A betartott ígéretre támaszkodva valósult meg a majd 50 éve működő kölkedi református konferenciaotthon, melyet sokszor „Szabó Mihály doktorátusaként” emlegettek.

## Az utolsó évek
Szabó 2001-ben ment nyugdíjba, Wébel Zsolt lett az utódja. Feleségével Mohácson élték tovább nyugdíjas éveiket.
Életévé vált a baranyai szolgálat, nyugdíjazását követően is rendszeresen segítette utódját.
2001-ben kapta meg aranydiplomáját a Károli Gáspár Református Egyetemen.
2004-ben agyvérzést kapott, melyből már sohasem épült fel teljesen. 2008-ban, 51 év után költöztek vissza Budapestre.
Szabó Mihály 77 évesen, édesanyja 100. születésnapján, 2011. február 13-án, családja körében halt meg.
2011. február 18-án, a mohácsi református templomban vettek tőle búcsút  volt baranyai gyülekezetei.
Másnap Maglódon volt a temetési istentisztelete. Temetési igéje:
„...mert tudom, kinek hittem, és bizonyos vagyok benne, hogy ő az én nála letett kincsemet meg tudja őrizni ama napra." (2Timóteus 1,12)
Szabó Mihály hamvai 2011. február 19-e óta a maglódi egyházi temetőben nyugszanak.

## Család
Szabó Mihály felesége Szabó Mihályné Pinczés Klára, magyar nyelv és irodalom tanárnő, írónő, valamint református lellkipásztor volt; 2016. március 25-én halt meg.
Öt gyermekük van:
- Szabó Mihály közgazdász, címzetes egyetemi docens[27][28]
- Bálint Klára maglódi református lelkipásztor, mentálhigiénés szakember, lelkigondozó[29][30]
- Brandenburgné Szabó Ildikó hitoktató
- Szabó Péter ingatlanszakértő
- Szabó Mónika karmester, egyetemi tanársegéd[31][32]

Tíz unokájuk született, köztük a nemzetközi hírű zeneszerző, egyetemi tanár Brandenburg Ádám.
Szabó öccse Szabó Péter cecei esperes volt annak felesége, Szabó Márta református lelkész, öt gyermekük született.

## Díj
Mohács Város Tisztelete Jeléül Kitüntető Díj az ifjúság támogatásáért és példás neveléséért. (2001)